# Ilusión de Müller-Lyer

La Ilusión de Müller-Lyer, descubierta por F. C. Muller-Lyer en 1889, es una ilusión óptica en la que dos o más segmentos de igual tamaño parecen más grandes o más pequeños dependiendo de que las puntas de flecha añadidos en sus extremos apunten hacia adentro o hacia afuera.